# Flo Staffelmayr
Flo Staffelmayr (* 29. Dezember 1971 als Florian Staffelmayr in Straßburg) ist ein österreichischer Autor, Regisseur und Schauspieler.

## Leben
Aufgewachsen in Frankreich, Marokko und Österreich besuchte er das Lycée Français und studierte danach Betriebswirtschaftslehre an der WU-Wien. Nach mehreren Jahren in der Privatwirtschaft begann er eine Schauspielausbildung und war von 2006 bis 2010 als Schauspieler tätig. Seit 2009 schreibt und inszeniert er eigene Theaterstücke vor allem für junges Publikum. Seine Arbeiten waren zu sehen am Landestheater Salzburg, Landestheater Vorarlberg, Landestheater Tirol, Westfälisches Landestheater, Next Liberty, Junges Theater Heidelberg, Dschungel Wien, Theater Phönix, Werftparktheater Kiel, THEO Perchtoldsdorf. Darüber hinaus war er an mehreren Hörspielproduktionen beteiligt. 2009 gründete er gemeinsam mit der Musikerin Julia Meinx Theater ANSICHT, um eigenständig mit anderen Künstlern an Theaterprojekten zu arbeiten. Seit 2020 ist er auch als Autor von Kinderbüchern tätig.
In der Spielzeit 2015/16 war er Teil der Jury Stella*16 Darstellender.Kunst.Preis für junges Publikum
Von 2017 bis 2021 war er Mitglied des Vorstandes der ASSITEJ Austria (Association Internationale du Théâtre pour L’Enfance et la Jeunesse – International Association of Theater for Children and Young People).
Seit 2020 ist er Mitglied des Beirates für darstellende Kunst im BMKÖS – Bundesministerium für Kunst und Kultur.

## Auszeichnungen
- 2020: Staatspreis für die schönsten Bücher Österreichs für "Lina, die Entdeckerin"
- 2019: Stella*19 Darstellender.Kunst.Preis für junges Publikum - Nominierung für herausragende Musik bei „Radio Freedom“
- 2017: Stella*17 Darstellender.Kunst.Preis für junges Publikum – für herausragende Musik bei „Die Geschichte eines Jungen aus Afghanistan“
- 2017: Auszeichnung vom Bundesministerium für Bildung und Frauen für „Die Bewegung“
- 2016: Anerkennungspreis des Landes Niederösterreich für „Betty Bernstein“
- 2015: Auszeichnung vom Bundesministerium für Bildung und Frauen für „Zwischen Rosarot und Himmelblau“
- 2014: Deutscher Jugendtheaterpreis – Nominierung für „Pietro Pizzi“

- 2013: Stella*13 Darstellender.Kunst.Preis für junges Publikum – für herausragende Ausstattung bei „Pietro Pizzi“.
- 2012: Track 5’ – Ö1 Hörspielwettbewerb für „Der China Wägen“[13]
- 2012: Jungwild – Förderpreis für junges Theater für „Pietro Pizzi“.

## Werke

### Bücher
- mit Sabine Ziegelwanger: Bruno will hoch hinaus. Achse Verlag, 2022, ISBN 978-3-903408-01-2.
- mit Katharina Schönborn-Hotter und Lisa Sonnberger: Lina, die Entdeckerin. Achse Verlag, 2020, ISBN 978-3-9504831-5-4.

### Hörspiele
- Die Bänd (2021, Hörspiel, ANSICHT[10])
- Melodie des Windes (2020 Hörspiel, ANSICHT[10][14])
- Der China Wägen[13] (Ö1 Hörspiel, 2012)

### Theater
- K.I.M. (Uraufführung 2024, THEO Perchtoldsdorf)
- Coming Soon (Uraufführung 2022, Theater ANSICHT[10] in den SOHO Studios)
- LEVEL 7 (Uraufführung 2022, Theater ANSICHT[10] im Ankersaal)
- Noah, der Prepper[4] (Uraufführung 2019, Westfälisches Landestheater)
- Miyu Unsahiro (Uraufführung 2019, Junges Theater Heidelberg[15], Verlag für Kindertheater, 2019)
- Zugvögel[9] (Uraufführung 2019, THEO Perchtoldsdorf, Verlag für Kindertheater[16], 2019)
- Open Hair Concert[17] (Uraufführung 2019, Theater ANSICHT[10] im Dschungel Wien)
- Mozart ist gestorben (Uraufführung 2019, Theater ANSICHT[10] im Dschungel Wien)
- Um zwei beginnt die Revolution (Uraufführung 2019, Theater ANSICHT[10] im Dschungel Wien)
- Buchstabensuppe[18] (Uraufführung 2018, THEO Perchtoldsdorf)
- Die Geschichte eines Jungen aus Afghanistan (Uraufführung 2017, Theater ANSICHT[10] im Dschungel Wien, Verlag für Kindertheater[19])
- Dr. Love (Uraufführung 2016, Ragnarhof Wien)
- Do you Jodel? (Uraufführung 2015, Dschungel Wien)
- Mehl in der Schublade[8] (Uraufführung 2015, Theater Phoenix Linz, Verlag für Kindertheater[20])
- Kosmonautin Walentina (Uraufführung 2015, Landestheater Vorarlberg, Verlag für Kindertheater[21], 2015)
- Malala (Uraufführung 2014, Dschungel Wien, Verlag für Kindertheater)
- Stromkreise (Uraufführung 2012, Theater ANSICHT[10] im Dschungel Wien, Verlag für Kindertheater[22])
- Pietro Pizzi (Uraufführung 2012, Theater ANSICHT[23] bei Szene Bunte Wähne, Verlag für Kindertheater[24], 2012)
- Eine Schlagernacht mit Toni Wolf (Uraufführung 2011, Das Werk Wien)
- Plötzlich spürte ich meine Hand am Rücken (Uraufführung 2011, Ragnarhof Wien)
- Scheinbar Treibgut (Uraufführung 2010, Schauspielhaus Wien)
- Oskar und der Himmel auf Erden (Uraufführung 2009, Bestattung Wien)